# فاکتور دوازده
فاکتور دوازده (به انگلیسی: Factor XII) یا فاکتور هاگمن نام یکی از پروتئین‌های دخیل در انعقاد خون است. فاکتور XII آنزیمی پروتئینی است که پس از فعال شدن در پی یکسری واکنش‌های پی در پی به انعقاد خون در مواقع لزوم کمک می‌نماید.
در مسیر داخلی انعقاد(Intrinstic pathway) در اثر صدمات بافتی و صدمه به سلول‌های اندوتلیال عروقی، بافت کلاژن زیر این عروق در معرض دسترسی پلاکت‌ها و فاکتورهای انعقادی قرار می‌گیرد که موجب فعالیت انها می‌گردد. فاکتور XII فعال شده (XIIa) یک سرین پروتئاز است که فاکتور XI را فعال می‌کند. فاکتورهای XI وXII به عنوان فاکتورهای تماسی معروفند. این زنجیره واکنشها موجب فعال شدن مسیر داخلی انعقاد خون می‌شوند. فاکتورهاگمن فعال شده همچنین موجب تبدیل پره کالیکرئین به کالیکرئین می‌شود که کینینوژن را برای تولید برادی‌کینین می‌شکند.
این فاکتور به فاکتور شیشه نیز معروف است.

The coagulation cascade.